# Battaglia di Cortenuova
La battaglia di Cortenuova fu uno degli scontri più cruenti del XIII secolo verificatosi il 27 e 28 novembre 1237 tra le forze ghibelline dell'imperatore Federico II di Svevia e quelle guelfe della Lega Lombarda.
L'alleanza guelfa fu sconfitta e gli imperiali catturarono molti prigionieri, anche se questo non pose fine alla loro ribellione.

## Antefatti

### I primi scontri e incidenti diplomatici
Domata la ribellione di suo figlio Enrico VII in Germania, nell'autunno del 1236 Federico II, Imperatore del Sacro Romano Impero e Re del Regno di Sicilia, decise di ritornare in Italia per attaccare i comuni della Lega Lombarda che, insieme al Papa Gregorio IX, si rifiutavano di riconoscere la sua autorità ed il suo potere.
Federico II arrivò nei pressi di Verona, a Valeggio sul Mincio, dove ingrandì ulteriormente l'esercito sia con le milizie di Ezzelino III da Romano che con quelle delle città amiche dell'Impero e del suo Regno di Sicilia; con queste forze saccheggiò poi Vicenza. Ritenutosi soddisfatto, l'Imperatore tornò in Germania per domare l'ennesima rivolta di Federico II d'Austria e, per garantire continuità alla sua dinastia, elesse suo figlio Corrado IV Re dei Romani, mentre in Italia il Gran maestro dell'Ordine teutonico, Ermanno di Salza, nel maggio 1237 fece sapere da Brescia che l'Imperatore avrebbe represso nel sangue ogni tentativo di rivolta.

### Verso la battaglia
Rimaneva comunque da spezzare la Lega Lombarda, perciò nell'agosto 1237 Federico II attraversò nuovamente le Alpi, fermandosi per prima cosa a Verona. Qui ai suoi 2 000 cavalieri si aggiunsero le truppe di Ezzelino III formate da padovani, trevigiani, trentini, vicentini e veronesi, cui seguirono quelle toscane di Gaboardo di Arnstein. In seguito arrivarono dal Regno di Sicilia anche 6 000 fanti e cavalieri, tra cui i famosi arcieri saraceni (provenienti dall'insediamento musulmano di Lucera), e quindi i ghibellini di Pavia, Modena, Cremona, Parma e Reggio, per un totale di 12 000-15 000 unità.
Per prima cosa l'esercito imperiale puntò verso Mantova, che preferì arrendersi piuttosto che vedersi saccheggiata, quindi fu la volta di Bergamo, dove un consiglio di nobili radunato in fretta e furia per l'occasione scelse la medesima strada, ma senza alcun atto di sottomissione, poiché l'Imperatore non avrebbe voluto logorare le proprie file cercando di presidiare e assaltare le poderose mura della città.
Sicuro di avere le spalle coperte a nord da Bergamo e a sud da Mantova, Federico II iniziò le ostilità strappando ai bresciani numerosi centri come Goito e il castello di Montichiari, anche se i 1 500 fanti e 20 cavalieri presenti in quest'ultima località resistettero abbastanza a lungo da permettere al grosso dell'esercito lombardo di arrivare a Brescia. A questo punto Federico II, constatando l'impossibilità di conquistare la città, si fermò in attesa delle mosse dell'avversario.
La brillante e rapidissima mossa dell'esercito della Lega Lombarda, allora accampato al di fuori del Castello di Pontevico, comandato da Pietro Tiepolo (figlio del Doge di Venezia Jacopo Tiepolo), si realizzò nell'attestarsi, una volta passato il fiume Oglio, appunto, presso Pontevico, occupando una posizione decisamente molto vantaggiosa. L'intento dei 6 000 fanti e 2 000 cavalieri della Lega Lombarda era di allontanare il pericolo dalla città e di evitare lo scontro in campo aperto, che avrebbe visto vincitore il più agguerrito esercito imperiale.
Nel novembre 1237 i due eserciti rimasero sulle due sponde del fiume per quindici giorni, finché il rischio di esaurire i viveri spinse Federico a un diversivo, portando il nemico su un terreno più consono alle caratteristiche del suo esercito. Prima di lasciare la posizione il 24 novembre 1237, fece così filtrare presso le truppe nemiche l'informazione che sarebbe tornato a Cremona per l'inverno. Una volta superato l'Oglio andò invece verso Soncino.

## La battaglia

### I movimenti attorno a Cortenuova
I lombardi credettero alle voci e commisero un gravissimo errore, che presto si rivelò fatale. Sicuri del fatto che Federico fosse realmente andato a Cremona, i "collegati" (erano così chiamati i soldati volontari dell'esercito del Carroccio), decisero di lasciare le posizioni di Pontevico e di tornarsene alle loro case. Nel frattempo però, i bergamaschi si erano attestati per ordine di Federico II a Ghisalba, decisi a vendicare la disfatta della Malamorte che avevano subito nel 1191, mentre la piccola guarnigione Bergamasca di Cividate al Piano, dopo aver innalzato la bandiera guelfa per ingannare i leghisti, avrebbe dovuto segnalare al grosso delle truppe, con segnali di fumo, quando la Lega Lombarda avesse completato l'attraversamento dell'Oglio.
Quando nel primo pomeriggio del 27 novembre 1237, dopo aver toccato Lograto e Chiari, la Lega Lombarda completò l'attraversamento dell'Oglio a Pontoglio e Palazzolo, le truppe imperiali videro alzarsi nel cielo dense nubi di fumo, subito si mossero passando per Torre Pallavicina, Pumenengo e Calcio per raggiungere Cortenuova, distante 18 km dalle loro posizioni.

### Lo scontro
Nell'avanguardia dell'esercito imperiale vi erano i saraceni e la cavalleria, che furono i primi a lanciarsi violentemente contro le file dei lombardi, mentre contemporaneamente la fanteria veniva disposta in linea orizzontale. Presi alla sprovvista, i milanesi e i piacentini non riuscirono a contenere l'impeto del nemico che di slancio superò la Circa di Cortenuova, e alla fine dovettero darsi alla fuga in direzione di Cortenuova, dove altri milanesi e alessandrini si erano ammassati attorno al Carroccio, rimanendo preda dei dardi saraceni e dell'impeto dei cavalieri teutonici.
La Falange dei Forti, composta da figli di nobili milanesi e capitanata da Arrigo di Monza, si assunse l'onere di proteggere il ripiegamento delle truppe del Carroccio fino a quando queste non fossero entrate nel borgo. Guidata da sentimenti nobili e valorosi, tale compagnia si batté così valorosamente che, anche con l'arrivo dei bergamaschi da nord e da est, al calare della notte manteneva ancora le proprie posizioni.
Catturato Tiepolo durante i combattimenti avvenuti nel corso della giornata, Federico II ordinò ai suoi uomini di dormire con l'armatura addosso: per non far affievolire lo spirito dei suoi uomini, essi avrebbero dovuto attaccare non appena fossero giunte le prime luci dell'alba. L'esercito dei collegati infatti non aveva la forza necessaria per sostenere un altro giorno di guerra e il podestà di Milano decise così di ritirarsi sfruttando il buio della notte. Siccome il terreno era molle e fangoso, reso impraticabile dalle piogge di novembre, diede l'ordine di lasciare il Carroccio a Cortenuova e di abbandonare tutti i bagagli ingombranti e pesanti che avrebbero certo rallentato la ritirata. Benché a malincuore, i soldati obbedirono agli ordini e lasciarono il proprio emblema di guerra, spogliandolo però di ogni stendardo e vessillo.
All'alba del 28 novembre Federico entrò a Cortenuova e ordinò alla cavalleria di lanciarsi all'inseguimento dell'esercito in rotta. Furono i bergamaschi, esperti conoscitori della zona, a raggiungere le truppe milanesi che lasciato frettolosamente il campo di battaglia, si erano trovati innanzi il fiume Serio in piena. Molti per sfuggire dalla violenza dei nemici si gettarono nel fiume dove annegò un numero elevato di soldati. La stessa sorte toccò ai bresciani che cercando di fuggire verso Brescia, si trovarono innanzi il fiume Oglio anch'esso in piena. Alla fine del massacro, si contarono alcune migliaia di morti e circa 5 000 prigionieri per l'esercito della Lega Lombarda. I soli milanesi persero 2 500 soldati.

## Conseguenze
L'esercito della Lega Lombarda fu quasi completamente annientato. Federico II in seguito alla schiacciante vittoria, fece un ingresso trionfale nella città alleata di Cremona il 1º dicembre, portando come trofeo il Carroccio, ormai privo di ornamenti, trainato dall'elefante di Cremona bardato a festa e sul quale era legato Pietro Tiepolo. Il destino del Tiepolo era ormai segnato: Federico II lo trasferì a Pisa, poi nel castello di Trani, dove fu giustiziato per impiccagione; il corpo fu chiuso in un sacco di cuoio ed appeso in cima ad una delle alte torri sul mare del castello, in modo che fosse ben visibile alle navi veneziane che lì passavano di frequente, scatenando di conseguenza l'odio profondo della Repubblica di Venezia. Il Carroccio, accompagnato da una missiva, fu comunque inviato al Pontefice a Roma, da sempre protettore dei guelfi, per attestare la potenza dell'Impero e sobillare il partito ghibellino. Esso fu accolto trionfalmente ed esposto in Campidoglio. Federico ad ogni modo intimò che al manufatto venisse riservato ogni onore e fosse opportunamente conservato.
La Lega Lombarda si sciolse, Lodi, Novara, Vercelli, Chieri e Savona si sottomisero al potere imperiale, mentre Amedeo IV di Savoia e Bonifacio II del Monferrato riconfermarono la loro adesione alla causa ghibellina: Federico II era all'apice della sua potenza in Italia. Milano, che, erroneamente, non fu assediata da Federico II (la città era ora molto debole dal punto di vista militare), si offrì di firmare una pace, ma le eccessive pretese dell'Imperatore spinsero i milanesi a una nuova resistenza. Fu così che l'Imperatore non sfruttò il grande successo di Cortenuova, infatti non riuscì più a entrare nella città lombarda, e anche l'assedio di Brescia fu tolto nel 1238.